# زهرة ظريف
زهرة ظريف حرم الرئيس رابح بيطاط، مجاهدة وَمحامية وَسياسية وَكاتبة، جزائرية عمِلت عدة سنوات عضوا في مجلس الأمة عاشت الثورة وشاركت في عمليات نُفذت في العاصمة كمناضلة من أجل استقلال الجزائر. لها كتاب «مذكرات امرأة مناضلة»  من حرب التحرير الجزائرية باللغة الفرنسية وتُرجم إلى العربية.
ولدت بتاريخ 28 ديسمبر 1934 في مدينة تيسمسيلت (لما كانت تابعة لولاية تيارت)، يعود نسب عائلتها إلى السادة الأدارسة، الذين حكموا المغرب الأقصى طوال قرون، جدها كان إماماً لزاوية سيدي عباس بن عمار. أما والدها فقد تخرّج من كلية الآداب، بجامعة الجزائر، بإجازة في القانون الإسلامي، وعمل قاضيا في ولاية تيارت.

## مشوارها
كانت زهرة ظريف تدرس في ثانوية البنام قبل اندلاع الثورة الجزائرية وكانت صديقة للمجاهدة الكبيرة جميلة بوحيرد وهي من عائلة متواضعة. عند اندلاع الثورة الجزائرية انضمت الي صفوف جبهة التحرير الوطني كما كانت في قسم المظاهرات الجزائرية وكانت أول امرأة تشارك في زرع القنابل في طريق الاستعمار الفرنسي. وأيضا كانت من بين النساء اللاتي شاركن في رسم الخطط وتنفيذها وكانت قائدة جمعية النساء الجزائريات حتى الاستقلال. إلى أن تم القبض عليها في حي القصبة العتيق. و بعد القبض عليها، إكتشفت السلطات الفرنسية مخبأ علي لابوانت وعمر الصغير وحسيبة بن بوعلي و طالب عبد الرحمن و قاموا بنسف المنزل بالقنابل و المتفجرات. استشهد رفقائها بينما كانت في السجن الفرنسي رفقة المجاهد ياسف سعدي حيث تم القبض عليهما معا و أطلق سراحهما و شغلا مناصب عليا بعد استقلال الجزائر.كانت تدرس في ثانوية البنات في الجزائر العاصمة إلى أن اندلعت الثورة الجزائرية شاركت معها في الحرب حسيبة بن بوعلي وياسف سعدي جميلة بوحيرد وغيرهم وكانت مضمة مع مجموعة ياسف سعدي والعربي بن مهدي لوضع القنابل بالجزائر العاصمة وكانت من أوائل النساء لوضع القنابل بالجزائر العاصمة برفقة جميلة بوحيرد وجميلة بو عزة وحسيبة بن بوعلي، وهي عضو في جمعية النساء الجزائرية للحرية والاستقلال، تم القبض عليها قبل عملية نسف الجيش الفرنسي للمنزل الذي يختبأ فيه علي لابوانت وحسيبة بن بو علي وعمر الصغير، بعد القبض عليها مع ياسف سعدي أعلن الجيش الفرنسي سجنها مدى الحياة وذلك في سبتمبر عام 1957 ولكن أطلقت حرة يوم 5 جويلية 1962.

## قصة نضالها

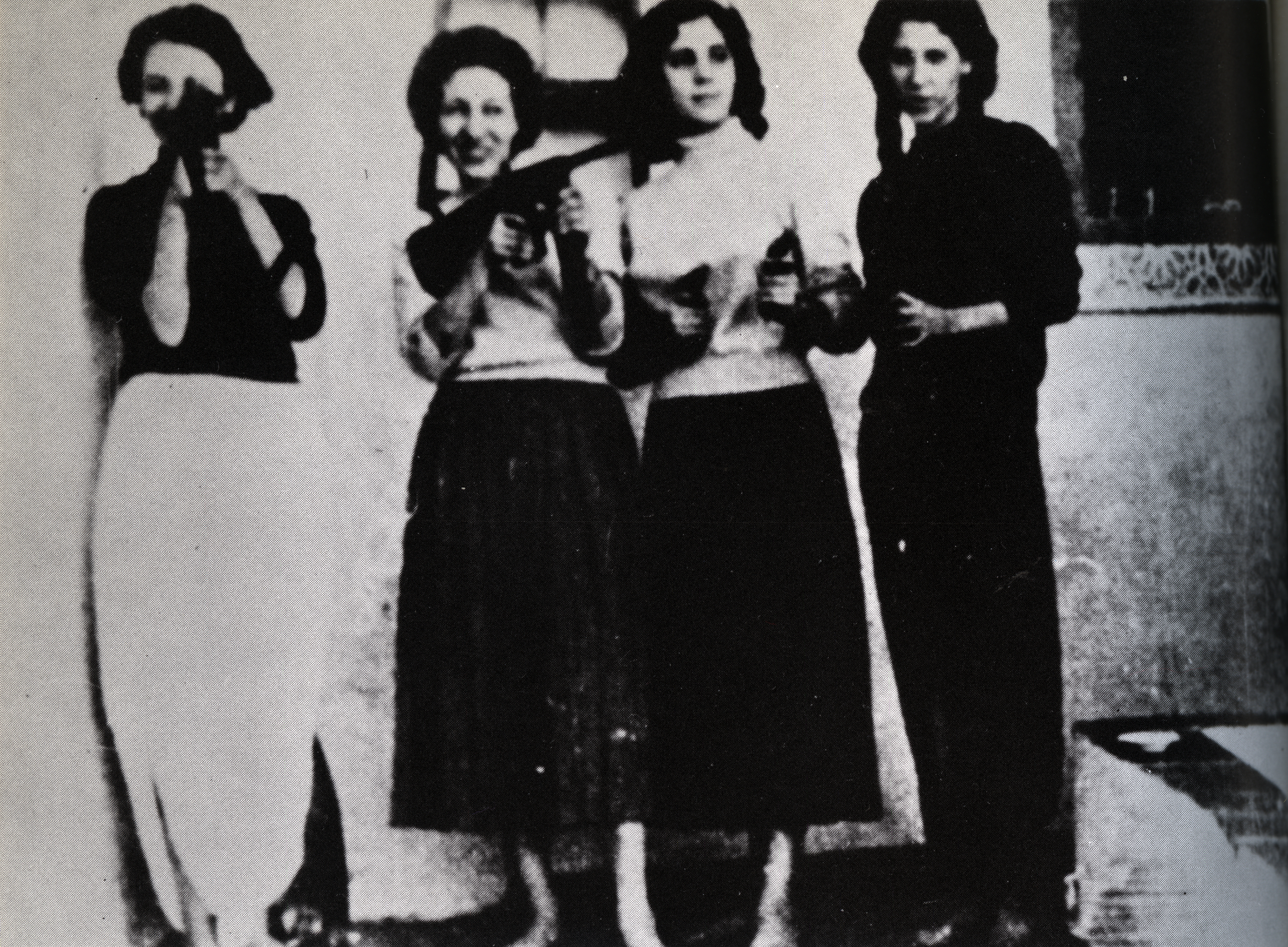
فوج "زرع القنابل" من اليمين إلى اليسار:
حسيبة بن بوعلي وَجميلة بوحيرد وَزهرة ظريف وَسامية لخضاري.

كانت تدرس في ثانوية البنات في الجزائر العاصمة إلى أن اندلعت الثورة الجزائرية شاركت معها في الحرب حسيبة بن بوعلي وياسف سعدي جميلة بوحيرد وغيرهم وكانت مضمة مع مجموعة ياسف سعدي والعربي بن مهدي لوضع القنابل بالجزائر العاصمة وكانت من أوائل النساء لوضع القنابل بالجزائر العاصمة برفقة جميلة بوحيرد وجميلة بو عزة وحسيبة بن بوعلي، وهي عضو في جمعية النساء الجزائرية للحرية والاستقلال، تم القبض عليها قبل عملية نسف الجيش الفرنسي للمنزل الذي يختبأ فيه علي لابوانت وحسيبة بن بو علي وعمر الصغير، بعد القبض عليها مع ياسف سعدي أعلن الجيش الفرنسي سجنها مدى الحياة وذلك في سبتمبر عام 1957 ولكن أطلقت حرة يوم 5 جويلية 1962.

## تكريمها
كرمت في مصر هي وجميلة بوحيرد.